# گزین (هفتکل)
گزین، روستایی در دهستان گزین بخش رغیوه شهرستان هفتکل در استان خوزستان ایران است. این روستا، مرکز دهستان گزین است.

## جمعیت
بر پایه سرشماری عمومی نفوس و مسکن در سال ۱۳۹۵، جمعیت این روستا برابر با ۲۵۱ نفر (۶۵ خانوار) بوده‌است.